# 赤星政尚
赤星 政尚（あかほし まさなお、1965年12月20日 - ）は、日本の男性編集者、ライター、脚本家。
福岡県出身。以前は、有限会社タルカス所属。

## 概要
徳間書店の幼児向けテレビ雑誌「テレビランド」の編集を経て、ライター活動を行う。『鉄の城―マジンガーZ解体新書』『デビルマン解体新書』といったマニアックな研究書の編集を担当。また、1998年のアニメ『デビルマンレディー』第16話「聲」を皮切りに、アニメ、特撮で脚本を手掛けるようになった。

## 書籍
- 大怪獣ゴジラ99の謎（1993年、二見書房）
- ウルトラマン99の謎（1993年、二見書房）
- ウルトラ怪獣99の謎（1993年、二見書房）
- ウルトラマン特撮99の謎（1994年、二見書房）
- 懐かしのTVアニメ99の謎〈東映動画 編〉（1995年、二見書房）
- 懐かしのTVアニメベストエピソード99〈東映動画編〉（1995年、二見書房）
- 不滅のスーパーロボット大全 マジンガーZからトランスフォーマー、ガンダムWまで徹底大研究（1998年、二見書房）
- 鉄の城―マジンガーZ解体新書（1998年、講談社）
- デビルマン解体新書（1999年、講談社）
- 仮面ライダー大研究（2000年、二見書房）
- タツノコプロインサイダーズ（2002年、講談社）

## 脚本作品

### アニメ
1999年
- デビルマンレディー
- THE ビッグオー（1999年 - 2000年）

2001年
- 破壊魔定光（シリーズ構成）
- Z.O.E Dolores, i
- 破邪巨星Gダンガイオー

2002年
- デュエル・マスターズ（2002年 - 2003年）

2003年
- 奇鋼仙女ロウラン

2004年
- デュエル・マスターズ チャージ（2004年 - 2006年）
- 爆裂天使

2005年
- ゾイドジェネシス（2005年 - 2006年）

2006年
- Project BLUE 地球SOS
- 奏光のストレイン（2006年 - 2007年、シリーズ構成）

2007年
- スカイガールズ

2008年
- 絶対可憐チルドレン（2008年 - 2009年）
- 一騎当千 Great Guardians（シリーズ構成）
- とある魔術の禁書目録（2008年 - 2009年、シリーズ構成）

2009年
- VIPER'S CREED（シリーズ構成）
- テガミバチ（2009年 - 2010年）

2010年
- いちばんうしろの大魔王
- テガミバチ REVERSE（2010年 - 2011年、シリーズ構成）
- とある魔術の禁書目録II（2010年 - 2011年、シリーズ構成）

2011年
- フリージング（シリーズ構成）

2012年
- アルカナ・ファミリア -La storia della Arcana Famiglia-（シリーズ構成）

2013年
- フリージング ヴァイブレーション（シリーズ構成）

2014年
- フューチャーカード バディファイト（2014年 - 2015年、シリーズ構成）
- ガイストクラッシャー
- 神撃のバハムート GENESIS

2015年
- フューチャーカード バディファイト100（2015年 - 2016年、シリーズ構成）

2016年
- フューチャーカード バディファイトDDD（2016年 - 2017年、シリーズ構成）
- NARUTO -ナルト- 疾風伝（2016年 - 2017年、シリーズ構成）

2017年
- モンカート（2017年 - 2018年）

2018年
- 七つの大罪 戒めの復活
- カードファイト!! ヴァンガード（2018年 - 2020年、シリーズ構成）

2020年
- キャッチ!ティニピン（2020年 - 2021年）
- カードファイト!! ヴァンガード外伝 イフ-if-
- ブラッククローバー（2020年 - 2021年）

2021年
- 新幹線変形ロボ シンカリオンZ（シリーズ構成） ※池添隆博と共同

2022年
- 異世界美少女受肉おじさんと

2024年
- モブから始まる探索英雄譚
- ダンジョンの中のひと

2025年
- アラフォー男の異世界通販生活（シリーズ構成）
- BEYBLADE X
- 阿波連さんははかれない season2
- 追放者食堂へようこそ!

### 特撮
1993年
- ウルトラマンVS仮面ライダー（構成） ※デビュー作

2001年
- 百獣戦隊ガオレンジャー
- 百獣戦隊ガオレンジャーVSスーパー戦隊

2004年
- ウルトラマンネクサス（2004年 - 2005年）

2006年
- ウルトラマンメビウス（2006年 - 2007年、シリーズ構成）

2007年
- ウルトラギャラクシー大怪獣バトル（2007年 - 2008年）

2008年
- ウルトラマンメビウス外伝 アーマードダークネス

2009年
- ウルトラギャラクシー大怪獣バトル NEVER ENDING ODYSSEY

2011年
- 戦国★男士（2011年 - 2012年）

2013年
- ウルトラマンギンガ

2014年
- ウルトラマンギンガ 劇場スペシャル ウルトラ怪獣☆ヒーロー大乱戦!